# Ґері Голл-молодший
Ґері Голл-молодший (англ. Gary Hall Jr., 26 вересня 1974) — американський плавець.
Олімпійський чемпіон 1996, 2000, 2004 років.
Чемпіон світу з водних видів спорту 1994, 1998 років.
Переможець Пантихоокеанського чемпіонату з плавання 1995 року, призер 1999 року.
Переможець Панамериканських ігор 1995 року, призер 2003, 2007 років.